# 黒田道珍
4代 黒田 道珍（黑田、くろだ どうちん、1853年4月25日（嘉永6年3月18日）- 1904年（明治37年）9月6日）は、明治期の政治家。衆議院議員、福井県今立郡岡本村長。幼名・良哉。

## 経歴
越前国今立郡定友村（石川県今立郡定友村、福井県今立郡定友村、岡本村定友、今立町定友を経て現越前市定友町）で、漢方医・3代黒田道珍の息子として生まれた。吉田宗琢に師事し西洋医学を修め、4代道珍を襲名した。
自由民権運動に加わる。杉田定一を助け地租軽減、国会開設を目指して活動した。地方衛生会員、所得税調査委員、岡本村会議員、同村長、今立郡会議員、福井商法会議所議員、日本赤十字社正社員などを務めた。
1885年（明治18年）11月、福井県会議員に選出され1888年（明治21年）12月まで在任。この間、教育の振興、桑苗栽培の奨励、道路整備などに尽力した。1889年（明治22年）杉田定一の南越倶楽部に加わり今立郡委員に就任した。
1894年（明治27年）3月、第3回衆議院議員総選挙（福井県第3区、無所属）で当選し、衆議院議員に1期在任した。同年9月の第4回総選挙（福井県第3区、自由党）では次点で落選した。